# Јединица 8200
Јединица 8200 (хебр. יחידה 8200 јехида шмоне матаим) јединица је Обавјештајног корпуса (Ханам) Израелских одбрамбених снага (Цахал) одговорна за тајне операције, прикупљање радиоелектронских података и дешифровање кодова, контраобавјештајне податке, сајбер ратовање, војну обавјештајну дјелатност и надзор. Војне публикације укључују референцу на Јединицу 8200 као Централну јединицу за прикупљање Ханама. Подрјеђена је Управи војнообавјештајних служби (Анам).
Јединицу углавном чине припадници старости од 18 до 21 годину. Због младости припадника јединице и њиховог кратког радног искуства, јединица се ослања на селекцију регрута способних за брзо прилагођавање и брзо учење. Додатни програми за дјецу од 16 до 18 година, који подучавају рачунарско кодирање и вјештине хаковања, такође служе као програми за допуну јединице. Бивши припадници јединице, након одслужења војног рока, учествовали су у оснивање или заузимању водећих положаја у многим међународним ИТ компанијама и у Силицијумској долини.
Према директору војних наука Краљевског уједињеног института истраживања одбране, „Јединица 8200 је вјероватно најистакнутија техничка обавјештајна агенција на свијету и стоји у рангу са НСА у свему осим по обиму.”

## Преглед
Јединица 8200 је највећа јединица у Цахалу и у свом саставу има неколико хиљада војника. По својој функцији упоредива је са Националном безбједносном агенцијом Сједињених Држава, дио је израелског Министарства одбране као што је НСА дио америчког Департмана одбране.
У саставу Јединице 8200 налази се Јединица Хацав (хебр. יחידת חצב), одговорна за прикупљање oбавјештајних података из отворених извора. Јединица прати и прикупља војнообавјештајне информације са телевизије, радија, новина и интернета. Превођење различитих ставки чини дио онога што се назива „основна обавјештајна информација”, коју прикупљају јединице.
Најважнија инсталација Цахала за прикупљање обавјештајних података је база Урим СИГИНТ, која је дио Јединице 8200. Урим се налази у пустињи Негев, отприлике 30 км од Бершебе.

### Особље
Јединица 8200 се првенствено попуњава регрутима старости од 18 до 21 годину. Селекција и регрутација у јединицу се обично врши са 18 године кроз поступак провјере Цахала након средње школе. Међутим, јединица такође извиђа могуће млађе регруте кроз часове рачунарства послије школских часова. Ови ваншколски часови рачунарства, које похађају ученици од 16 до 18 године, подучавају рачунарско кодирање и вјештине хаковања, понекад дјелују као програм за попуну јединице, а ученици добијају позивна писма од Цахала.
Осамнаестогодишњаци изабрани за јединицу првенствено су изабрани због њихове способности да сами подучавају и да уче веома брзо, јер ће јединица имати приступ њиховим услугама само кратко вријеме прије истека њиховог војног рока.
Војницима није дозвољено да јавно откривају своју припадности Јединици или своју улогу у њој.

### Командна структура
На челу Јединице 8200 налазе се командант и замјеник команданта, а замјеник је увијек у чину пуковника. Идентитет оба званичника се чува у тајности. Додатна командна улога је „Командант информационе науке и вјештачке интелигенције”.

#### Познати команданти
- Бригадни генерал Јоел Бен-Порат (1970-е)[13][14]
- Рувен Јередор (1980-е)[15]
- Лиор Див (непознат период)[16]
- Ахарон Зејеви-Фаркаш (непознат период)[17]
- Бригадни генерал Надав Зафрир (непознат период)[18]
- Бригадни генерал Јаир Кохен (2001—2005)[19][20]
- Бригадни генерал Ханан Гефен (ступио послије Кохена)[19]
- Бригадни генерал „А” (анониман, средина 2010-их)[21]
- Бригадни генерал Асаф Кочан (непознат период)[22][23]
- Бригадни генерал Јоси Саријел (2021. или раније — септембар 2024)[10][24]

## Историја
Јединица 8200 је основана 1952, користећи примитивне вишкове америчке војне опреме. Првобитан назив је био 2. јединица обавјештајне службе, затим 515. јединица обавјештајне службе. Јединица се 1954. преселила из Јафе у своју садашњу базу на раскрсници Глилот.
Према Питеру Робертсу, директору војних наука на Краљевском уједињеним институту истраживања одбране, „Јединица 8200 је вјероватно најистакнутија техничка обавјештајна агенција на свијету и у свему је у рангу са НСА осим по обиму. Веома су фокусирани на оно што траже — свакако фокусиранији од НСА — и воде своје операције са степеном упорности и страсти који не можете искусити другдје.”

## Дјелатности
Француски лист Le Monde diplomatique писао је 2010. да Јединица 8200 управља великом базом СИГИНТ у Негеву, једном од највећим прислушних база на свијету, способном да надгледа телефонске позиве, имејлове и друге видове комуникације, широм Блиског истока, Европе, Азије и Африке, као и да прати бродове. Јединца 8200 такође наводно одржава прикривене прислушне станице у израелским амбасадама у иностранству, прислушкује подморске каблове, одржава јединица за тајно прислушкивање на Палестинским територијама и посједује авионе Gulfstream са опремом за електронски надзор.
Ронен Бергман у својој књизи из 2009. наводи да су агенти покупили Хезболахову бомбу, налик мобилном телефону, и однијели је у Јединицу 8200 на вјештачење у фебруару 1999. године. Занемарени су основни безбједносни протоколи. Уређај није прошао неопходне рендгенске процедуре којима су одређивало да ли у свом саставу има експлозив. Експлодирао је у лабораторији, два припадника Јединице 8200 су тешко рањена, а један је изгубио руку.
The New York Times 2010. цитира „бившег припадника обавјештајне заједнице Сједињених Државама” који је навео да је ова јединица користила тајни прекидач за убијање да деактивира сиријску противваздушну одбрану током операције Воћњак.
Четрдесет три ветерана Јединице 8200 је 2014. потписало протестно писмо у којем су осудили оно што су они назвали злонамјерним прикупљањем приватних података Палестинаца које је спроводила јединица за електронски надзор. Као одговор, 200 других резервиста је потписало контрапротестно писмо.
Према The New York Times, хаковање Kaspersky Lab-а омогућило је Јединици 8200 да у реалном временом надгледају како руски хакери претражују рачунаре широм свијета у потрази за америчким обавјештајним програмима. Израелци који су хаковали мрежу Kaspersky Lab-а упозорили су Сједињене Државе на широки руски упад у америчке системе.
У марту 2024, The New York Times је извијестио да је Јединица 8200 користила Corsight и Google Photos у програму за препознавање лица за праћење Палестинаца у Гази усред рата Израела и Хамаса. Обавјештајни службеници су рекла за The New York Times да Јединица учитава базе података познатих лица у служби и користи своје функције претраживања за идентификацију појединаца. Представник Google-а прокоментарисао је да је услуга бесплатна и да „не пружа идентитет непознати људи на фотографијама”. Corsight, израелска приватна компанија, одбила је да коментарише, иако је њен предсједника на LinkedIn-у писао да његова технологија може да идентификује лица из „екстремних углова (чак и из дронова), мрака, лошег квалитета”.

### Хамасов напад 2023.
У неуспјеху израелских обавјештајних служби да предвиде Хамасов напад на Израел 2023, Јединица 8200 је окривљена да је потцијенила Хамас. Јединица 8200 је наводно престала да прислушкује Хамасове ручне радио-станице 2022, одлучивши се да је то „губљење времена”. Праћење те радио-мреже помогло је Шин Бету да уоче неколико часова прије напада да необична дјелатност на граници Газе није само још једна војна вјежба Хамаса. The New York Times је у новембру извијестио да је ветеран аналитичар у Јединици 8200 у јулу упозорио да се Хамас спрема за прекогранични напад и да је више војно руководство одбацило забринутост аналитичара као „потпуно маштовиту”.
„Осматрачи” (тацпитанијот) припаднице су Цахала које посматрају баријере дуж границе и активирају сложене технолошке системе, како би спријечиле непријатеља да продре у Израел. Њихове одговорности су описане као „тежак, когнитивно и емоционално захтјеван посао који подразумјева часове пажљивог праћења надзорних камера, са сазнањем да би пропуштање чак и најмањег необичног догађаја дуж границе могло имати катастрофалне посљедице по цијелу земљу”, али „нису пропустили Хамасове припреме за напад 7. октобра; један цитат наводи: „Сви смо видјели како се Хамасови милитанти обучавају управо за оно што се догодило: видјели смо их како тренирају да руше ограду, тренирају да убијају цивиле, обучавају се да врате таоце”, али други наводи: „Знали смо да ће се ово догодити. Упозорили смо виши врх. Али су нас игнорисали. Рекли су нам да знају боље, иако је то наш посао — морамо да знамо свако дрво, сваки шатор, сваку рупу у нашем дијелу, а посебно да знамо како се дешава нешто необично. И ми то радимо.” Само два „осматрача” који су били на дужности 7. октобра 2023. избјегла су смрт или отмицу.
У априлу 2023, The Guardian је представио тврдњу да бригадни генерал Јоси Саријел (бивши шеф обавјештајне службе централне команде Цахала) тренутно води Јединицу 8200. Идентитет команданта Јединице се држи у тајности, али је The Guardian „лако” повезао анонимни имејл налог који је био укључен у електронске копије књиге објављене под псеудонимом ЈС (YS) са његовим именом. Саријел је дао оставку на дужност команданта Јединице 8200 у септембру 2024. године.

### 
је збир рачунарског малвера откривеног 1. септембра 2011. године. Неизраелски извори рутински наводе да је то творевина Јединице 8200.

## Компаније које су основали бивши припадници
Бивши припадници Јединице 8200 основали су многе високотехнолошке компаније, међу којима су:
- [49]
- [47]
- (spin-off Comverse)
- -{Waze[50]
- Wing Security}-